# Rapala cowani
Rapala cowani är en fjärilsart som beskrevs av Corbet 1939. Rapala cowani ingår i släktet Rapala och familjen juvelvingar. Inga underarter finns listade.